# Viganella

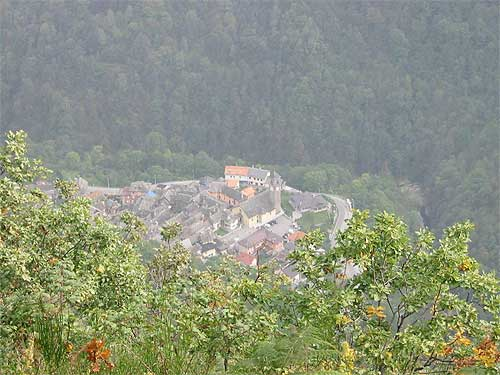
Viganella

Viganella là một đô thị tỉnh Verbano-Cusio-Ossola ở vùng Piedmont của Italia, cách Torino khoảng 120 km về phía Đông-Bắc, cách Verbania 30 km về phía Tây-Bắc. Ngày 13/12/2004, dân số là 185 người và diện tích là 13,7 km².
Viganella giáp các municipalities: Antrona Schieranco, Calasca-Castiglione, Montescheno, Seppiana.
Tháng 11/2006. thị trấn này đã xây một gương lớn kiểm soát bằng máy điện toán trên sườn núi, một tấm thép có kích cỡ rộng 8m và cao 5m để ngôi làng trong thung lũng hẹp có thể nhận được ánh sáng trực tiếp của mặt trời vào giữa mùa Đông.